# Pseudoterpna nigrolineata
Pseudoterpna nigrolineata là một loài bướm đêm trong họ Geometridae.